# Жданович, Николай Яковлевич
Николай Яковлевич Жданович (1857 — после 1914) — русский военный инженер, генерал-лейтенант.

## Биография
В 1871 году окончил 1-ю Санкт-Петербургскую военную гимназию. В 1874 году  после окончания Николаевского инженерного училища был произведён в подпоручики и определён во 2-й саперный батальон. В 1877 году произведён в поручики. В 1882 году после окончания Николаевской академии Генерального штаба по 2-й разряду причислен к Генеральному штабу и назначен состоять при Варшавском военном округе в должности старшего адъютанта штаба 8-й пехотной дивизии. В 1883 году произведён в капитаны.
С 1885 года старший адъютант штаба 5-го армейского корпуса. В 1888 году произведён в подполковники и назначен штаб-офицером для особых поручений, а затем старшим адъютантом при штабе Варшавского военного округа. До 1889 года отбывал цензовое командование батальоном в 40-м пехотном Колыванском полку. С 1890 года штаб-офицер при управлении 1-й стрелковой бригады. В 1892 году произведён в полковники.
В 1894 году назначен  командиром 17-го стрелкового полка. С 1896 года командир 6-го стрелкового полка. С 1902 года произведён в генерал-майоры и назначен начальником штаба Брест-Литовской крепости. С 1906 года находился в распоряжении командующего войсками Варшавского военного округа Г. А. Скалона. С 1907 года командир 2-й бригады 7-й пехотной дивизии. В 1914 году произведён в генерал-лейтенанты с увольнением в отставку.